# Rectisura menziesi
Rectisura menziesi är en kräftdjursart som beskrevs av Malyutina och Brandt2004. Rectisura menziesi ingår i släktet Rectisura och familjen Munnopsidae. Inga underarter finns listade i Catalogue of Life.